# F-01M
らくらくホン F-01M（エフ ゼロイチ エム）は、富士通コネクテッドテクノロジーズ（現・FCNT）が開発した、NTTドコモの第3.9世代移動通信システム（Xi）と第3世代移動通信システム（FOMA）のデュアルモード端末で、ドコモ らくらくホンの一つである。

## 概要
本端末はドコモ らくらくホン初のAndroidフィーチャーフォン（ガラホ）として2016年12月に発売されたF-02Jの後継機種となる。

## 機能・性能
前身機種のF-02Jで対応したVoLTEは次世代通話用コーデックであるEVS-WBに対応。受話音量レベルはF-02Jの6段階から8段階に増え、より大きな音の設定が可能となった。また、通話メモ機能が強化され、事前にオンにすることで通話の開始から終了まで全て自動録音が可能となり、録音した通話音声は倍速&ゆっくり再生に対応し、必要なところを確実に聞き返すことが可能となった。
F-02Jと同じように、防水（IPX5/IPX8）・防塵・米国国防総省の調達基準であるMIL規格（MIL-STD-810G）の14項目に準拠する耐久性能を持ち、防塵性能についてはF-02JのIPX5（直径75μm以下の塵埃が入った装置に商品を8時間入れてかくはんさせ、取り出したときに通信機器の機能を有し、かつ安全を維持すること）からIPX6（直径75μm以下の塵埃が入った装置に8時間入れてかくはんさせ、取り出したときに、内部に塵埃が侵入しない機能を有する）に強化された。F-02Jで採用された「迷惑電話対策機能」に加え、怪しいキーワードが入ったメールやSMSに注意喚起する「らくらく迷惑メール判定」を新搭載。これらにより、全国防犯協会連合会推奨の「優良迷惑電話防止機器（優良防犯電話）」の認定を受けた。F-01Mにも引き続き搭載されているワンタッチダイヤルボタンは数字ボタンと同じ大きさに大型化された。
ディスプレイの輝度がF-02Jに比べて約1.4倍にアップするとともに、独自機能となる色（濃淡）補正技術が新たに搭載され、屋外などの明るいところでは濃い色を淡い色に置き換えることで、輝度を高くし、視認性をアップした。
なお、F-02Jに搭載されている「スーパーダブルマイク」、「あわせるボイス2」、「おまかせでか着信」、「でかバイブ」、「ワンタッチブザー」、「あわせるビュー」、「UDフォント（UD新丸ゴフォント）」はF-01Mにも引き続き搭載されている。
カラーバリエーションはF-02Jに設定されていたゴールドとミントグリーンに替わり、らくらくホンベーシック3（F-08C）以来となるホワイトが設定され、F-02Jから引き続き設定されているネイビーとピンクを合わせた3色となった。

## アップデート
最新のアップデートを適用した場合、過去のアップデート内容がすべて適用される。なお、最新のアップデートを適用するには、2023年4月10日のアップデートを先に適用する必要がある。
2020年3月3日のアップデート
- 音声読み上げ機能の不具合（まれに正常に動作しない場合がある）が改善される
- ビルド番号がV11R061AからV12R062Aに変更される

2020年8月4日のアップデート
- 緊急通報用電話番号（110番・118番・119番）に関する不具合（ごくまれに発信できない場合がある）が改善される
- ビルド番号がV12R062AからV13R063Aに変更される

2021年6月15日のアップデート
- 待受画面のカレンダー表示やスケジュール/メモにおける祝日情報が改善される
- ビルド番号がV13R063AからV14R064Bに変更される

2022年7月26日のアップデート
- ドコモnanoUIMカード Ver.7（グリーン）を挿入した際における不具合（緊急通報(110番・118番・119番)時に通知する位置測位制度が下がる事象と「イマドコサーチ」・「ケータイお探しサービス」およびドコモ位置情報設定ができない事象）が改善される
- ビルド番号がV14R064BからV16R066Aに変更される

2023年4月10日のアップデート
- 品質改善が実施される
- ビルド番号がV16R066AからV18R068Aに変更される

2024年1月25日のアップデート
- おまかせロック利用時に関する不具合（端末の画面が真っ黒になる場合がある）が改善される
- ブラウザの不具合（サイト閲覧中に戻るキーを押すと終了する場合がある）が改善される
- 音に関する不具合（充電開始音や電話着信音が鳴動しない場合がある）が改善される
- ビルド番号がV18R068AからV19R071Bに変更される

2024年6月10日のアップデート
- 品質改善が実施される
- ビルド番号がV19R071BからV20R077Aに変更される

2025年4月17日のアップデート
- Google検索に関する不具合（エラーが表示され検索できない場合がある）が改善される
- ビルド番号がV20R077AからV21R078Aに変更される